# Charles Monck (1er vicomte Monck)
Pour les articles homonymes, voir Charles Monck.
Charles Stanley Monck, 1er vicomte Monck, est né en 1754 et décédé le 9 juin 1802. Il est le fils de Thomas Monck, député, et de son épouse Judith Mason, fille de Robert Mason, de Mason Brook.
Il est député de Gorey de 1790 à 1798. Il obtient le titre de 1er vicomte Monck en 1801 en récompense du vote de l'acte d'Union (1800). Il avait déjà été créé baron Monck, de Ballytrammon dans le comté de Wexford, en 1797, également dans la pairie d'Irlande.

## Maison de campagne
Son siège à la campagne était Charleville House qui surplombe la rivière Dargle et jouit d’une façade sur la rivière Killough . Le domaine est situé 3 km du village d’Enniskerry et 4 km de la cascade de Powerscourt. La famille Monck est devenue propriétaire du domaine en 1705, l'année où Charles Monck (le grand-père du premier vicomte) épousa Angela Hitchcock, une héritière. Un incendie en 1792 détruit le bâtiment d'origine. Le vicomte commande la structure actuelle, conçue par Whitmore Davis. La construction n'est achevée qu'en 1830, un temps excessivement long occasionné par la rébellion de 1798.
En 1797, le vicomte construit également quatre pavillons identiques sur le domaine. Il construit également une terrasse de maisons dans Upper Merrion Street, Dublin 2. Le numéro 22 est appelé "Monck House", tandis que le numéro 24 est connu sous le nom de Mornington House.

## Mariage et descendance
Il épouse en 1784 sa cousine Anne Quin (ou Quinn), fille de Henry Quin MD, de Dublin, et de son épouse Anne Monck, première fille de Charles Monck, de Grangegorman. À la suite du décès de son mari, Anne épouse (avant 1811) Sir John Craven Carden, premier baronnet, en devenant sa quatrième épouse. Anne décède le 20 décembre 1823. Ils ont eu :
- Anne Wilhelmina Monck [2]
- Isabella Monck (décédée en 1830) [3]
- Henry Monck (1er comte de Rathdowne) (né le 26 juillet 1785, décédé le 20 septembre 1848) [4]
- Charles Monck (3e vicomte Monck) (né le 12 juillet 1791, décédé le 20 avril 1849) [5]